# Nottingham Open 2000 - Qualificazioni singolare
Le qualificazioni del singolare  del Nottingham Open 2000 sono state un torneo di tennis preliminare per accedere alla fase finale della manifestazione. I vincitori dell'ultimo turno sono entrati di diritto nel tabellone principale. In caso di ritiro di uno o più giocatori aventi diritto a questi sono subentrati i lucky loser, ossia i giocatori che hanno perso nell'ultimo turno ma che avevano una classifica più alta rispetto agli altri partecipanti che avevano comunque perso nel turno finale.
Le qualificazioni del torneo Nottingham Open 2000 prevedevano 32 partecipanti di cui 4 sono entrati nel tabellone principale.

## Teste di serie
1. Wayne Ferreira (Qualificato)
2. Jamie Delgado (ultimo turno)
3. Cristiano Caratti (ultimo turno)
4. Barry Cowan (Qualificato)

1. Mark Hilton (ultimo turno)
2. Miles Maclagan (primo turno)
3. Lovro Zovko (secondo turno)
4. Kristian Pless (ultimo turno)

## Qualificati
1. Wayne Ferreira
2. Jared Palmer

1. Johan Landsberg
2. Barry Cowan

## Tabellone

### Legenda
| - Q = Qualificato - WC = Wild card - LL = Lucky loser | - ALT = Alternate - SE = Special Exempt - PR = Protected Ranking | - w/o = Walkover - r = Ritirato - d = Squalificato |

### Sezione 1
|  | Primo turno     | Primo turno           | Primo turno           | Primo turno | Primo turno |  |  | Secondo turno | Secondo turno  | Secondo turno  | Secondo turno  | Secondo turno |   |   | Ultimo turno | Ultimo turno   | Ultimo turno | Ultimo turno | Ultimo turno |  |
|  |                 |                       |                       |             |             |  |  |               |                |                |                |               |   |   |              |                |              |              |              |  |
|  | 1               | Wayne Ferreira        | Wayne Ferreira        | 6           | 6           |  |  |               |                |                |                |               |   |   |              |                |              |              |              |  |
|  |                 | Chris Haggard         | Chris Haggard         | 4           | 4           |  |  | 1             | Wayne Ferreira | Wayne Ferreira | 6              | 6             |   |   |              |                |              |              |              |  |
|  | Matthew Hanlin  | Matthew Hanlin        | Matthew Hanlin        | 6           | 6           |  |  |               | Matthew Hanlin | Matthew Hanlin | 0              | 3             |   |   |              |                |              |              |              |  |
|  | Torrey Gambill  | Torrey Gambill        | Torrey Gambill        | 1           | 1           |  |  |               |                |                |                |               |   |   | 1            | Wayne Ferreira | 6            | 3            | 6            |  |
|  | Peter Nyborg    | Peter Nyborg          | Peter Nyborg          | 6           | 6           |  |  |               |                | 8              | Kristian Pless | 3             | 6 | 2 |              |                |              |              |              |  |
|  | Nick Greenhouse | Nick Greenhouse       | Nick Greenhouse       | 2           | 2           |  |  |               | Peter Nyborg   | Peter Nyborg   | 3              | 4             |   |   |              |                |              |              |              |  |
|  | 8               | Kristian Pless        | Kristian Pless        | 6           | 6           |  |  | 8             | Kristian Pless | Kristian Pless | 6              | 6             |   |   |              |                |              |              |              |  |
|  |                 | Juan Ignacio Carrasco | Juan Ignacio Carrasco | 3           | 4           |  |  |               |                |                |                |               |   |   |              |                |              |              |              |  |

### Sezione 2
|  | Primo turno     | Primo turno     | Primo turno     | Primo turno | Primo turno |  |  | Secondo turno | Secondo turno   | Secondo turno   | Secondo turno | Secondo turno |   |   | Ultimo turno | Ultimo turno  | Ultimo turno  | Ultimo turno | Ultimo turno |  |
|  |                 |                 |                 |             |             |  |  |               |                 |                 |               |               |   |   |              |               |               |              |              |  |
|  | 2               | Jamie Delgado   | Jamie Delgado   | 6           | 6           |  |  |               |                 |                 |               |               |   |   |              |               |               |              |              |  |
|  |                 | Simon Dickson   | Simon Dickson   | 2           | 2           |  |  | 2             | Jamie Delgado   | Jamie Delgado   | 6             | 6             |   |   |              |               |               |              |              |  |
|  | Oliver Freelove | Oliver Freelove | Oliver Freelove | 6           | 6           |  |  |               | Oliver Freelove | Oliver Freelove | 2             | 4             |   |   |              |               |               |              |              |  |
|  | Ala Tehrani     | Ala Tehrani     | Ala Tehrani     | 1           | 1           |  |  |               |                 |                 |               |               |   |   | 2            | Jamie Delgado | Jamie Delgado | 4            | 3            |  |
|  | Jared Palmer    | Jared Palmer    | Jared Palmer    | 6           | 6           |  |  |               |                 |                 | Jared Palmer  | Jared Palmer  | 6 | 6 |              |               |               |              |              |  |
|  | Barry Scollo    | Barry Scollo    | Barry Scollo    | 3           | 1           |  |  |               | Jared Palmer    | Jared Palmer    | 7             | 6             |   |   |              |               |               |              |              |  |
|  | 7               | Lovro Zovko     | Lovro Zovko     | 6           | 6           |  |  | 7             | Lovro Zovko     | Lovro Zovko     | 68            | 1             |   |   |              |               |               |              |              |  |
|  |                 | David Sherwood  | David Sherwood  | 3           | 4           |  |  |               |                 |                 |               |               |   |   |              |               |               |              |              |  |

### Sezione 3
|  | Primo turno     | Primo turno         | Primo turno         | Primo turno | Primo turno |  |  | Secondo turno   | Secondo turno     | Secondo turno | Secondo turno   | Secondo turno |   |   | Ultimo turno | Ultimo turno      | Ultimo turno | Ultimo turno | Ultimo turno |  |
|  |                 |                     |                     |             |             |  |  |                 |                   |               |                 |               |   |   |              |                   |              |              |              |  |
|  | 3               | Cristiano Caratti   | Cristiano Caratti   | 6           | 7           |  |  |                 |                   |               |                 |               |   |   |              |                   |              |              |              |  |
|  |                 | Helge Koll-Frafjord | Helge Koll-Frafjord | 4           | 610         |  |  | 3               | Cristiano Caratti | 65            | 6               | 6             |   |   |              |                   |              |              |              |  |
|  | Justin Layne    | Justin Layne        | Justin Layne        | 6           | 6           |  |  |                 | Justin Layne      | 7             | 4               | 2             |   |   |              |                   |              |              |              |  |
|  | James Smith     | James Smith         | James Smith         | 2           | 4           |  |  |                 |                   |               |                 |               |   |   | 3            | Cristiano Caratti | 4            | 6            | 5            |  |
|  | Michael Tebbutt | Michael Tebbutt     | 7                   | 3           | 6           |  |  |                 |                   |               | Johan Landsberg | 6             | 3 | 7 |              |                   |              |              |              |  |
|  | Kyle Spencer    | Kyle Spencer        | 6                   | 6           | 4           |  |  | Michael Tebbutt | Michael Tebbutt   | 62            | 7               | 4             |   |   |              |                   |              |              |              |  |
|  |                 | Johan Landsberg     | Johan Landsberg     | 6           | 6           |  |  | Johan Landsberg | Johan Landsberg   | 7             | 65              | 6             |   |   |              |                   |              |              |              |  |
|  | 6               | Miles Maclagan      | Miles Maclagan      | 2           | 1           |  |  |                 |                   |               |                 |               |   |   |              |                   |              |              |              |  |

### Sezione 4
|  | Primo turno        | Primo turno        | Primo turno        | Primo turno | Primo turno |  |  | Secondo turno | Secondo turno  | Secondo turno | Secondo turno | Secondo turno |   |   | Ultimo turno | Ultimo turno | Ultimo turno | Ultimo turno | Ultimo turno |  |
|  |                    |                    |                    |             |             |  |  |               |                |               |               |               |   |   |              |              |              |              |              |  |
|  | 4                  | Barry Cowan        | Barry Cowan        | 7           | 6           |  |  |               |                |               |               |               |   |   |              |              |              |              |              |  |
|  |                    | Piet Norval        | Piet Norval        | 64          | 1           |  |  | 4             | Barry Cowan    | 63            | 7             | 6             |   |   |              |              |              |              |              |  |
|  | Alex Witt          | Alex Witt          | Alex Witt          | 7           | 6           |  |  |               | Alex Witt      | 7             | 6             | 4             |   |   |              |              |              |              |              |  |
|  | Steven Randjelovic | Steven Randjelovic | Steven Randjelovic | 5           | 3           |  |  |               |                |               |               |               |   |   | 4            | Barry Cowan  | 6            | 5            | 6            |  |
|  | James Auckland     | James Auckland     | James Auckland     | 6           | 6           |  |  |               |                | 5             | Mark Hilton   | 4             | 7 | 4 |              |              |              |              |              |  |
|  | Robert Green       | Robert Green       | Robert Green       | 3           | 4           |  |  |               | James Auckland | 7             | 0             | 0r            |   |   |              |              |              |              |              |  |
|  | 5                  | Mark Hilton        | Mark Hilton        | 6           | 6           |  |  | 5             | Mark Hilton    | 5             | 6             | 4             |   |   |              |              |              |              |              |  |
|  |                    | James Sohl         | James Sohl         | 0           | 0           |  |  |               |                |               |               |               |   |   |              |              |              |              |              |  |